# 픽톤섬·레넉스섬·누에바섬
픽톤섬·레넉스섬·누에바섬(Islas Picton, Lennox y Nueva)은 칠레의 마가야네스 및 칠레령 남극영토 주, 칠레령 남극 영토 지역, 까보 데 오르노스에 있는, 남아메리카의 최남단에 세 섬과 그것들의 작은 섬 집단이다. 그것들은 나바리노섬의 동쪽에 위치하며 비글 해협 북쪽 티에라델푸에고섬의 아르헨티나 부분으로 분리된다.

## 역사
비글 해협 남쪽에 위치해 있다는 점과, 대서양을 직면하고 있다는 두 가지의 지리적인 이점으로 인해, 아르헨티나가 소유권을 주장하였고 이는 이웃하는 칠레를 자극해, 심각한 영토 분쟁을 벌이게 되었다. 이후 두 나라는 영국의 엘리자베스 2세에 의한 중재에 따르기로 동의하였다. 그러나 1977년 5월, 여왕은 섬과 모든 근접한 형성물이 칠레에 속한다라는 규정을 내렸다. 이에 아르헨티나는 그 규정을 받아들이기를 거부하였으며, 이 때문에 칠레와 아르헨티나 양국 간의 관계는 극도로 긴장되어 갔으며, 전쟁 직전까지 가기도 했다. 1979년 몬테비데오 조약을 통하여 두 나라는 합의를 이루었다.